# Josep Molins i Montes
Josep Molins i Montes (Sabadell, 17 de febrer de 1933 - 2 de març de 2023) va ser un atleta català. Fou el primer atleta sabadellenc que va assistir a uns Jocs Olímpics, als celebrats a Roma el 1960. Va presidir la Joventut Atlètica Sabadell (JAS) del 2004 fins que es va morir.
Present a l'elit del fons i mig fons espanyol al llarg de la seva dilatada carrera, des dels seus inicis a la Joventut Atlètica Sabadell, Molins ja va destacar com a figura de l'atletisme. Després de passar per diversos equips (RCD Espanyol, FC Barcelona i CN Barcelona) va tornar al club local, al qual va continuar lligat fins que es va morir.
Entre 1955 i 1965 va guanyar diferents competicions i va ser internacional una trentena de vegades. Va ser diverses ocasions campió de Catalunya, dues vegades campió d'Espanya de 5.000 metres i una en 10.000. A més, va batre els rècords estatals dels 3.000 i 5.000 metres.
Subcampió als Jocs Iberoamericans del 1960, la seva participació en els Jocs de Roma era l'única d'un atleta sabadellenc a uns Jocs Olímpics, fins a la participació de Montserrat Pujol i Clusella en els Jocs Olímpics d'Estiu de 1988 de Seül.
Era el propietari de la tenda Esports Molins, situada a la Rambla, a Sabadell.
Després de retirar-se, Molins va continuar vinculat a l'atletisme com a entrenador, seleccionador, directiu i professor.

## Palmarès
Campionat de Catalunya
- 1.500 metres llisos: 1957, 1960
- 5.000 metres llisos: 1957, 1959, 1960, 1962, 1967, 1968
- 10.000 metres llisos: 1962, 1964, 1967, 1968, 1969
- Campionat de Catalunya de cros: 1968, 1969, 1970

Campionat d'Espanya
- 5.000 metres llisos: 1958, 1960
- 10.000 metres llisos: 1961

## Premis i reconeixements
- Medalla de Sabadell a l'Esport en la categoria Or (1972)
- Premi Tenacitat de les Agrupacions Professionals Narcís Giralt
- Forjador de l'Esport Català de la Generalitat de Catalunya
- Real Orden del Mérito Deportivo atorgada pel Consejo Superior de Deportes espanyol (2014)[7]